# Phil Tollestrup
Philip Tollestrup, detto Phil (Raymond, 21 ottobre 1949), è un ex cestista canadese.

## Carriera
È stato selezionato dai Buffalo Braves al ventesimo giro del Draft NBA 1973 (211ª scelta assoluta).
Ha giocato una stagione in Spagna con il Saski Baskonia.
Con il Canada ha disputato i Campionati mondiali del 1974, i Giochi olimpici di Montreal 1976 e tre edizioni dei Giochi panamericani (1971, 1975, 1979).